# Dimorphocella
Dimorphocella is een monotypisch geslacht van mosdiertjes uit de  familie van de Adeonidae en de orde Cheilostomatida

## Soort
- Dimorphocella moderna Hayward & Cook, 1983